# Ruido (película de 2022)
Ruido es una película mexicana dirigida por Natalia Beristáin. Fue filmada en 2022 y estrenada en 2023. Está protagonizada por Julieta Egurrola y Teresa Ruiz. Fue producida por Woo Films, Agencia Bengala, Pasto Cine y Pucará Cine; estrenada y distribuida por la plataforma Netflix.

## Argumento
Julia (Julieta Egurrola), es una artista plástica cuya hija, Gertrudis (Nicolasa Ortiz Monasterio), desapareció nueve meses atrás mientras realizaba un viaje con sus amigas. Durante este tiempo, Julia se ha acercado a las autoridades sin obtener éxito en saber el paradero de su hija. Julia conoce a Abril (Teresa Ruiz), una periodista interesada en el tema de la desaparición de personas. Ambas traban amistad y emprenden una peligrosa misión que las lleva a adentrarse en una exhaustiva búsqueda. En ese proceso, se toparán con la corrupción, incompetencia y encubrimiento de las autoridades judiciales mexicanas, se encontrarán con el sombrío mundo de la trata de personas y harán equipo con asociaciones civiles de mujeres (madres, hermanas, hijas, esposas) que, al igual que Julia, buscan desesperadas el paradero de sus familiares.

## Reparto
- Julieta Egurrola como Julia
- Teresa Ruiz como Abril
- Arturo Beristáin como Arturo
- Nicolasa Ortiz Monasterio como Gertrudis
- Pedro de Tavira como Pedro
- Adrián Vázquez como Fiscal Zamudio
- Gabriela Núñez como Adriana
- Kenya Cuevas Fuentes como Ángela
- Alphonso Escobedo como  Hombre